# Jef van de Vijver
Johan van de Vijver, dit Jef van de Vijver, (né le 22 août 1915 à Teteringen et mort le 20 février 2005 à Roosendaal) est un coureur cycliste néerlandais. Il a notamment été champion du monde de vitesse amateur en 1937 et 1938.

## Palmarès

### Championnats du monde
- Bruxelles 1935
  -  Médaillé de bronze de la vitesse amateur
- Copenhague 1937
  -  Champion du monde de vitesse amateur
- Amsterdam 1938
  -  Champion du monde de vitesse amateur